# Halifaxexplosionen

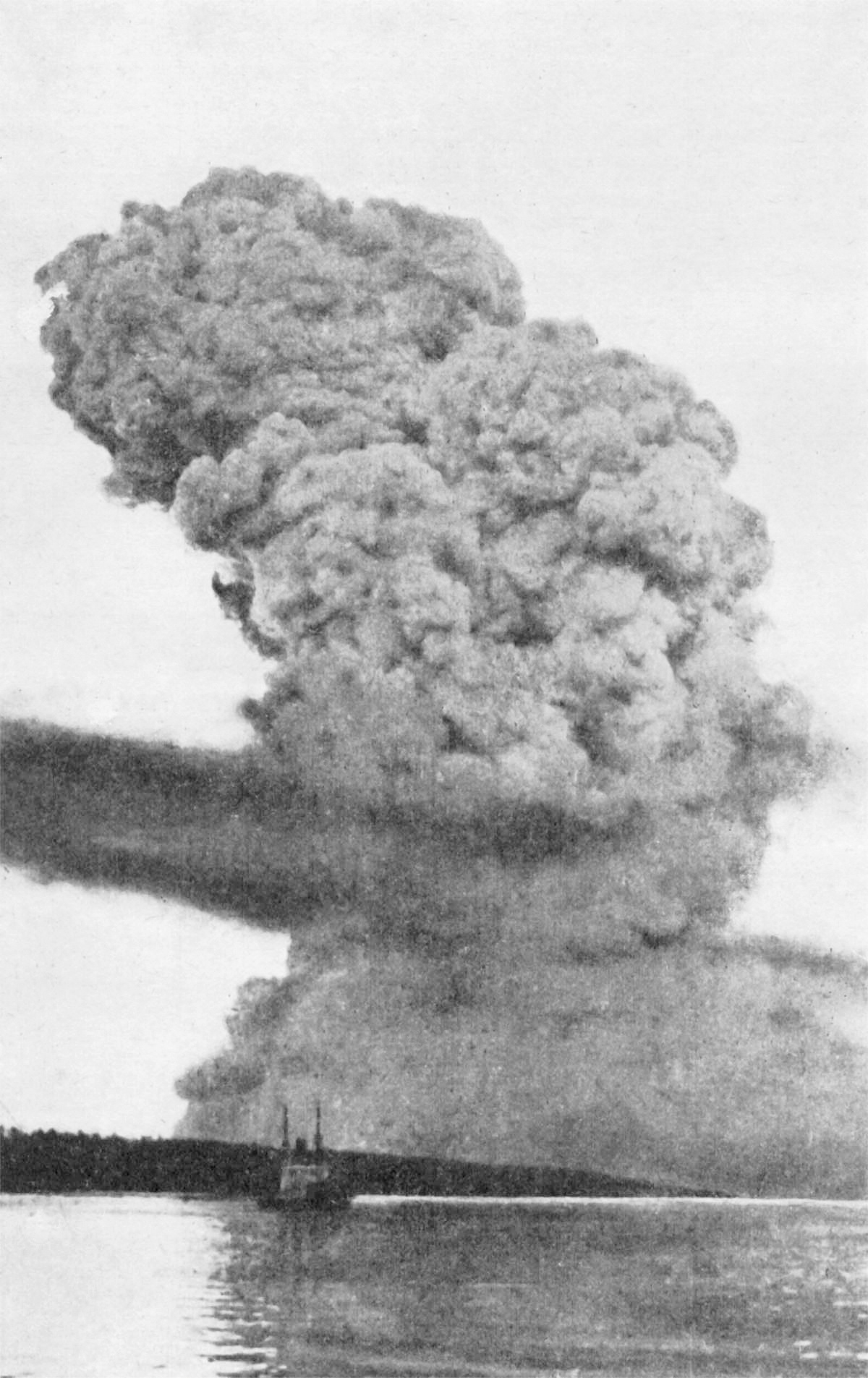
Halifaxexplosionens svampmoln, 15-20 sekunder efter explosionen.

Halifaxexplosionen ägde rum den 6 december år 1917 i Halifax i provinsen Nova Scotia i Kanada och orsakades av att två fartyg, norska S/S Imo och franska S/S Mont Blanc, kolliderade. Det är, förutom kärnvapensprängningar och explosionen i Beirut 2020, den största explosion som skapats av människan, och gav upphov till ett svampmoln cirka 1,6 km högt. Mont Blanc var lastat med 223 ton bensen, 56 ton nitrocellulosa, 227 ton TNT och 2 146 ton våt och torr pikrinsyra. Kollisionen gjorde att bensenen antändes. Besättningen övergav skeppet som åkte vidare in i Halifax hamn, krockade med en pir och exploderade.
2 000 personer avled i explosionen och över 9 000 skadades. Antalet offer hade kunnat vara högre, då ett tåg var på väg in mot staden samtidigt som den evakuerades. En järnvägsanställd vid namn Vince Coleman vände dock tillbaka till staden för att varna tåget och offrade därmed sitt liv för att rädda 300 andra.
Halifax var under första världskriget en viktig hamn. Mycket militär trafik utgick från Halifax, med många soldater som skulle till Europa. Det var en av de djupaste och största naturliga hamnarna och den var lätt att försvara mot inkräktare. Hamnen var dock dåligt organiserad och kollisioner var vanliga.

## Händelseförlopp
Kvällen den 5 december 1917 anlände Mont Blanc till inseglingsrännan. De kanadensiska sjöfartsmyndigheterna hade spärrat av hamnen nattetid som skydd mot tyska ubåtar och Mont Blanc fick därför vänta till nästa morgon med inseglingen. Vid halv åtta var Mont Blanc det andra fartyget som väntade på att segla in.
Enligt internationella regler skulle Mont Blanc ha hissat röd flagg eftersom det fanns explosiva ämnen ombord. De valde att inte göra det på grund av rykten om tyska spioner i Halifax och kaptenens ovilja att skylta om fartygets last för allmänheten. De var även rädda för att bli attackerade av tyskar, då ett skepp fullt med sprängämnen var ett tacksamt mål.
När de väl kom in i hamnen var det trångt och det fanns fartyg överallt. Hamnen var indelad i två rännor: en för inkommande och en för utgående skepp.
Det norska fartyget Imo som skulle föra förnödenheter till Belgien var försenat och höll därför mer än de fem knop som var tillåtet. För att spara mer tid lotsades de dessutom in i fel segelränna. När Imo och Mont Blanc möttes uppstod en rad missförstånd. Vid kollisionen, som i sig inte var så kraftig, uppstod ett tre meter brett hål i Mont Blanc. Imo lyckades vrida sig loss. Kollisionen och påföljande manövrar genererade gnistor som antände några tunnor med bensen, vilka exploderade. Besättningen, som kände till lastens innehåll, flydde från Mont Blanc i räddningsbåtarna.
Invånarna i Halifax hade börjat flockas i hamnen för att se vad som pågick. Under tiden hade ett räddningsarbete påbörjats. Fartyget Stella Maris försökte släcka branden med sin brandslang men det räckte inte. Hamnmyndigheten försökte därpå bogsera Mont Blanc utåt så att elden inte skulle kunna sprida sig. Besättningen försökte informera allmänheten om att de måste fly men blev inte förstådda, då de skrek på franska.
Några minuter efter 9 på morgonen exploderade S/S Mont Blanc. Bitar av skeppet hittades senare hela 3,5 km bort, nedborrade i marken. Även en person ur besättningen som befann sig 30 meter från explosionen påstås senare ha vaknat upp en kilometer bort. Stora delar av staden förstördes, fönster krossades, fordon slungades iväg och ledningar gick sönder. Så mycket som 2,5 km² av staden kan ha ödelagts.